# 15.º Prêmio Capes de Tese (2020)
O 15º Prêmio Capes de Tese foi um evento organizado em 2020 pela Coordenação de Aperfeiçoamento de Pessoal de Nível Superior (CAPES) com o propósito de premiar as melhores teses de doutorado, de diferentes campos científicos, que foram defendidas no ano de 2019 em instituições de ensino superior brasileiras.
Nesta 15ª edição do Prêmio Capes, que foi histórica, pois, considerando sua primeira edição em 2006 (que teve 228 teses inscritas), esta edição superou a do ano passado ao receber o recorde de 1.421 teses de doutorado que foram defendidas no ano de 2019. Das teses que haviam sido inscritas pelos programas de pós-graduação stricto sensu de instituições de ensino superior (IES) que participaram do concurso, 49 delas foram selecionadas como vencedoras, observando a seguinte distribuição entre as regiões brasileiras: o Sudeste com 33 teses vencedoras, o Sul com nove, o Nordeste com seis, e o Norte com uma tese vencedora.

## Grande Prêmio de Tese
Em 2018, o Prêmio Capes de Tese retomou a tradição de homenagear nomes da história da ciência no Brasil, designando as três categorias que compõem o Grande Prêmio Capes de tese que estão divididas nas seguintes áreas:
- Henrique Morize (representando Engenharias, Ciências Exatas e da Terra e Multidisciplinar (Materiais e Biotecnologia));
- Carlos Ribeiro Justiniano Chagas (representando Ciências Biológicas, Ciências da Saúde e Ciências Agrárias);
- Bertha Koiffmann Becker (representando Ciências Humanas, Linguística, Letras e Artes e Ciências Sociais Aplicadas e Multidisciplinar (Ensino)).

## Vencedores
Na edição de 2019 que avaliou as teses de doutorado defendidas em 2018, os vencedores do Grande Prêmio foram as seguintes:

### Grande Prêmio Capes de Tese
|                             | Prêmio da categoria                  | Tese | Autor(a)                          | Orientador(a)                                             | Universidade | Acesso à tese | Ref. |
| Grande Prêmio Capes de Tese | Henrique Morize                      | Technological alternatives for carbon abatement and exergy efficiency: power generation, processing of CO2-rich natural gas, and biorefineries | George Victor Brigagão            | José Luiz de Medeiros, Ofélia de Queiroz Fernandes Araújo | UFRJ         |               |      |
| Grande Prêmio Capes de Tese | Carlos Ribeiro Justiniano das Chagas | O papel do vírus de RNA de Leishmania na modulação da resposta imune inata                                                                     | Renan Villanova Homem de Carvalho | Dario Simões Zamboni                                      | USP          |               |      |
| Grande Prêmio Capes de Tese | Bertha Koiffmann Becker              | Redes mágico-míticas no alvorecer de Israel: "religião" no platô de Benjamim no Ferro I-IIA                                                    | Silas Klein Cardoso               | José Ademar Kaefer                                        | UMESP        |               |      |